# 萊克城 (加利福尼亞州莫多克縣)
萊克城（英語：Lake City）是位於美國加利福尼亞州莫多克縣的一個人口普查指定地區。

## 地理
萊克城的座標為41°38′34″N 120°13′01″W / 41.64278°N 120.21694°W，而該地最高點為海拔高度1410米（即4626英尺）。

## 人口
根據2010年美國人口普查的數據，萊克城的面積為15.072平方千米，當中陸地面積為15.065平方千米，而水域面積為0.007平方千米。當地共有人口61人，而人口密度為每平方千米4人。